# Тавукгоксу
Тавукгоксу је турски млечни пудинг направљен од куваног пилећег белог меса. На први поглед звучи необично да се пилеће месо користи у десерту, али управо то чини ово јело посебним. Ово је била деликатеса која се служила султанима у Османском царству, а данас је позната широм Турске.

## Историја и порекло

### Османско наслеђе
Тавукгоксу је био луксузни специјалитет припреман за двор султана у Топкапи палати.

### Арапски утицаји
Тавукгоксу се некада сматрало да потиче из Римског царства или Византије, новија истраживања указују на то да јело вероватно има арапско порекло, сличне рецепте можемо пронаћи у арапским куварима из 10. века.

### Европски пандан
Тавукгоксу подсећа на средњовековни европски десерт бланманже, који је био популаран међу вишим друштвеним слојевима, али се касније развио у потпуно другачије облике.

## Припрема
Пилеће бело месо се прво кува и уситњава док не постане влакнасто, готово непрепознатљиво. Затим се меша са млеком, шећером и згуснутим пиринчем или скробом, све док не настане глатка и густа смеса. На крају се често посипа циметом, који обогаћује укус.

## Савремена употреба
И данас је тавукгоксу веома цењен у Турској, посебно као део традиционалних оброка или прослава. Његов посебан укус и занимљива историја чине га правим симболом османске кухиње.